# Lisa Neyt
Lisa Neyt (2 september 1993) is een Belgisch volleybalster.

## Levensloop
Neyt was tijdens haar jeugd actief bij Avanti Aalter. In seizoen 2008-'09 maakte ze de overstap naar VDK Gent. Met deze club werd ze in 2012-'13 landskampioen en won ze het voorafgaande seizoen de Supercup. Ook bereikte ze in 2011-'12 de halve finales van de Challenge Cup. Vervolgens was ze actief bij VC Oudegem, maar in 2015 besloot Neyt terug te keren naar VDK Gent. In deze periode won ze haar tweede Supercup (2015). Vanaf 2019 kwam ze uit voor Volley Michelbeke.
Daarnaast was ze actief bij het Belgisch volleybalteam.
Haar zus Paulien is eveneens actief in het volleybal.